# William Joseph Lynch
William Joseph Lynch (* 6. Juni 1908 in Chicago, Illinois; † 9. August 1976 ebenda) war ein US-amerikanischer Jurist und Politiker. Nach seiner Berufung durch Präsident Lyndon B. Johnson fungierte er von 1966 bis zu seinem Tod im Jahr 1976 als Bundesrichter am Bundesbezirksgericht für den nördlichen Distrikt von Illinois.

## Werdegang
Nach seinem Schulabschluss besuchte William Lynch die Loyola University, an deren School of Law er 1931 den Bachelor of Laws erwarb. Anschließend praktizierte er bis 1933 in Chicago als Rechtsanwalt. In diesem Beruf war er später erneut von 1938 bis 1942 sowie von 1946 bis 1966 tätig. Von 1933 bis 1938 amtierte Lynch als stellvertretender Staatsanwalt im Cook County. Zwischen 1942 und 1946 diente er in der US Navy. Später schlug er als Demokrat eine politische Laufbahn ein und gehörte von 1950 bis 1957 dem Senat von Illinois an. In dieser Parlamentskammer stand er ab 1953 als Minority Leader der demokratischen Minderheitsfraktion vor.
Am 19. Januar 1966 wurde Lynch durch Präsident Johnson als Nachfolger von Michael L. Igoe zum Richter am United States District Court for the Northern District of Illinois ernannt. Nach der Bestätigung durch den US-Senat, die am 4. März desselben Jahres erfolgte, konnte er drei Tage darauf sein Amt antreten. Dieses übte er bis zu seinem Tod am 9. August 1976 aus; sein Sitz fiel dann an Nicholas John Bua. Er wurde auf dem Mount Olivet Cemetery in Chicago beigesetzt.